# باميلا غراي
باميلا غراي (بالإنجليزية: Pamela Gray)‏ هي كاتبة سيناريو أمريكية، ولدت في 1956 في نيويورك في الولايات المتحدة.

## وصلات خارجية
- باميلا غراي على موقع IMDb (الإنجليزية)
- باميلا غراي على موقع قاعدة بيانات الفيلم (الإنجليزية)